# مستروخ
مستروخ (به لاتین: Mesterukh) یک منطقهٔ مسکونی در روسیه است که در داغستان واقع شده‌است.